# 斐济圆尾鹱
斐济圆尾鹱（学名：Pseudobulweria macgillivrayi）为鹱科的一個小型暗黑色海鳥物種。舊屬圆尾鹱属，今屬擬燕鹱屬。
本物種最早為人所知的標本只是一隻幼鳥的屍體，於斐濟恩高島附近的一艘英國軍艦HMS Herald (1822)上一位自然學家John MacGillivray在甲板上發現，並將其屍身送往英國伦敦的大英博物馆。1983年，本物種又再度被發現，其後再有21宗發現報告，當中包括1984年4月一隻活的成鳥被捕獲並拍照。由於斐济圆尾鹱的活體多年來都極少被發現，從僅有記錄的數量中推斷在非常小的繁殖區只有少於50隻鳥，所以被分類為極危物種。這隻鳥被描述為有30 cm（12英寸）長、色黑、有巧克力色的羽毛、深色眼睛和喙、淺藍色的足貼。可在恩高島周邊的水域可見，但據信牠們亦會到遠離島嶼的遠洋水域棲息。
2007年8月，一隻剛剛因受傷而死去的斐济圆尾鹱被發現，因此其屍身被送往菲濟的學術機構研究。
2009年5月，本物種的活體首度被拍下，位置在距離恩高島以南約25海里（46）的海面。

## 外部連結
- 維基物種上的相關：斐济圆尾鹱
- BirdLife International Species Factsheet
- Fiji Millennium Stamps produced by Fiji Post  （页面存档备份，存于） Downloaded 23 December 2007
- Nature Fiji News on the Fiji Petral skin  Downloaded 23 December 2007